# Vaida Pacauskienė
Vaida Zagurskytė, coniugata Pacauskienė (Kaunas, 23 maggio 1979), è un'ex cestista lituana.
Alta 176 cm, giocava come guardia.

## Carriera
Con la Lituania ha disputato tre edizioni dei Campionati europei (2005, 2007, 2009).